# Capricornis sumatraensis
Espèce
Synonymes
- Naemorhedus sumatraensis

Statut CITES
Le Saro de Sumatra (Capricornis sumatraensis) est un mammifère de la famille des Bovidés, et de la sous-famille des Caprinés.
Cette antilope chèvre mesure de 76 à 92 cm au garrot.
Elle est répandu du Népal à la province chinoise de Gansu et dans le sud de la Thaïlande, en Malaisie et sur l'île indonésienne de Sumatra sur les flancs des montagnes boisées. 

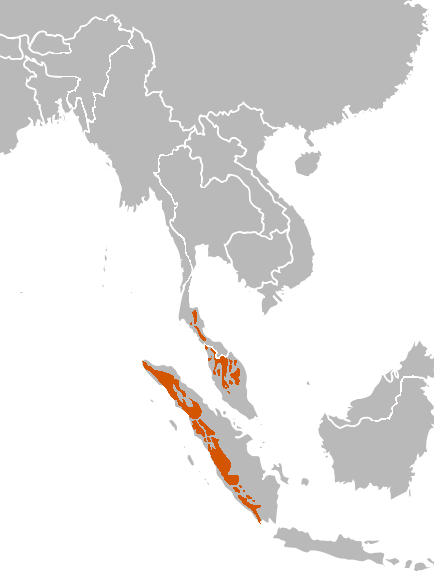
Répartition du Saro de Sumatra

Le saro de Sumatra mange de l'herbe et des feuilles.